# Erik Jakub Groch
Erik Jakub Groch (ur. 25 kwietnia 1957 w Koszycach) – słowacki poeta, autor bajek dla dzieci, redaktor, wydawca.

## Charakterystyka twórczości
Wydał kilka zbiorów poezji, pisze dla dzieci oraz przygotowuje programy dla Słowackiego Radia.
W 1990 r. został redaktorem Kultúrneho života, a następnie współzałożycielem i redaktorem literackiego czasopisma Tichá voda. W 1992 r. założył wydawnictwo Timotej.
Przed kilkoma laty porzucił miasto i osiedlił się w osadzie Uloža w Górach Lewoczskich.

## Wybrana bibliografia
- 1989 – Súkromné hodiny smútku
- 1990 – Baba Jaga: Žalospevy
- 1992 – Bratsestra
- 2000 – To
- 2001 – L´acinéma
- 2005 – Druhá naivita
- 2006 – Píšťalkár
- 2006 – Em
- 2007 – Infinity
- 2009 – Ábé, Aha a spol.

## Praca opublikowana w Polsce
- „Łazik i Klara” – zbiór siedmiu bajek, autorzy tłumaczenia Eva Zamojska i Jan Zamojski, Wydawnictwo Replika, Poznań 2006 ISBN 83-60383-02-2.